# 卡奇湾

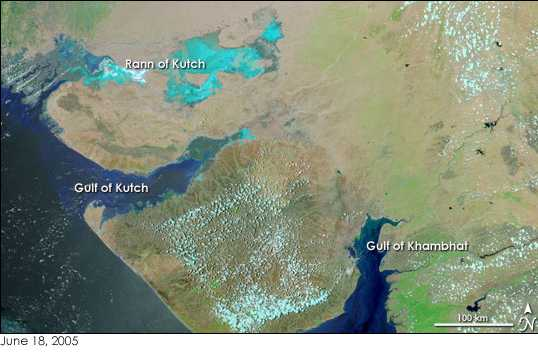
左側為卡奇湾，美国航空航天局地球观测站圖片

卡奇湾（Gulf of Kutch）為阿拉伯海於印度古吉拉特邦西海岸的海灣，以每日的潮汐聞名。
卡奇湾海域最深深度為401英尺（122），長99英里（159），位於卡奇半島與卡提阿瓦半島之間。